# Antienne
Une antienne (/ãtjɛn/) est un type de chant appartenant à la liturgie chrétienne. Le mot désigne initialement un chant exécuté en alternance par deux chœurs ; le succès de ce genre liturgique a conduit historiquement à une grande diversification des réalités que ce terme recouvre.

## Terme
L'origine du mot antienne se trouve dans la langue grecque. Il faut toutefois remarquer qu'il existe deux racines. D'une part, il s'agissait du grec ancien : ἀντίφωνον, antiphônon, formé de ἀντί, « contre » et φωνή, « voix ». Donc, cela signifiait chant alterné entre deux chœurs. D'autre part, antienne vient également du mot antiphonós (qui répond à ; résonner avec), réservé à l'accompagnement du psaume,,. Mais, à vrai dire, la définition était plus compliquée, car plusieurs théoriciens grecs ont employé le mot antiphonia pour distinguer l'octave de l'unisson.
En tant que terme latin le premier usage du mot antiphona apparut dans un écrit de Jean Cassien au IVe siècle. Le mot signifiait alors verset chanté. Pareillement, vers 380, Égérie, pèlerine de Galice vers Jérusalem, décrivait ainsi la liturgie de Terre sainte : « et psalmi responduntur, similiter et antiphonæ (on répond aux psaumes de la même manière [= en faisant alterner les versets du psaume] et en alternant avec des antiennes) »,.
Si l'usage de l'antienne fut concrètement établi dans l'Église en Occident, l'ambiguïté restait encore. Au VIe siècle, l’antiphona signifiait, soit répons à la psalmodie responsoriale, soit alternance dans le chant du psaume.
À la suite de l'évolution de la langue française, le terme latin antephona (ou antefana selon l'usage de saint Grégoire de Tours) se transforma successivement en antiphona, antiefne, antievne (XIIe siècle), puis antienne. La forme antenes apparut certes vers 1195 et enfin antienne en 1262. Mais l'usage fut établi tardivement et le mot antienne se trouve dans la première édition de l'Académie française. Une évolution similaire en anglais a vu apparaître le mot anthem qui est aujourd'hui aussi bien utilisé dans un sens profane que religieux.
Par ailleurs, dans le langage courant, et par extension, le mot peut signifier également refrain ou mauvaise nouvelle (chanter toujours la même antienne ; annoncer, chanter une triste, une fâcheuse antienne (Ac. 1835 - 1932)).

## Origine
Le premier témoin du chant antiphonique était une œuvre de Philon d'Alexandrie, écrite vers 60. Il s'agissait des chants à la fin de repas, dans la secte judéo-platonisante des Thérapeutes. Auprès de ces religieux, le chœur d'hommes et celui de femmes chantaient, tantôt ensemble, tantôt en alternance.
Cette façon fut adoptée d'abord par les monastères byzantins. Basile de Césarée établissait la différence, vers 375, entre la psalmodie antiphonique alternée à deux voix et la psalmodie responsoriale. À cette époque-là, selon le récit d'Égérie, l'antienne en alternance était certainement pratiquée à Jérusalem (voir le paragraphe précédent).
Puis, les monastères occidentaux aussi n'hésitèrent pas à adopter l'antienne. Dans la règle de saint Césaire, l'antienne était obligatoire, quotidiennement, lors des offices de tierce, sexte et none, afin d'accompagner aux psaumes ainsi qu'aux fêtes avec l'alléluia. Si la règle ne précisait pas la caractéristique de ses antiennes, celles-ci suivaient parfois l'ordre du psautier. D'ailleurs, saint Césaire mentionnait les antiphonæ minores. Dom Daniel Saulnier considère que ces derniers seraient des psaumes abrégés, comme un grand nombre d'antiennes grégoriennes.
La règle de saint Benoît contient un peu plus de renseignements. Si la communauté était nombreuse, on faisait la psalmodie cum antephanas, à savoir en alternance. Sinon, sans alternance. En général, l'antiphona était cependant exécutée en tant que réponse que le chœur fait au soliste dans la psalmodie responsoriale, au lieu du chant sans réponse de l'assemblée. Par conséquent, même auprès des Bénédictins, les deux styles d'exécution coexistaient pour ce terme.
Dorénavant, l'alternance entre deux chœurs a de plus en plus été remplacée par celle d'un chantre et d'un chœur. Un écrit de saint Germain de Paris témoigne du début de ce phénomène : On dit antienne parce qu'elle est placée avant [le psaume]. C'est-à-dire, on traduisait par avant (ante en latin) le mot antiphona, en dépit du sens initial en grec. Finalement, à mesure que le chant en alternance entre deux chœurs était abandonné par la liturgie, sauf quelques exceptions, la fonction musicale était considérablement modifiée. Alors que la psalmodie devint assez simple, assez modeste, l'antienne obtint sa richesse mélodique, très ornée.

## Manuscrits

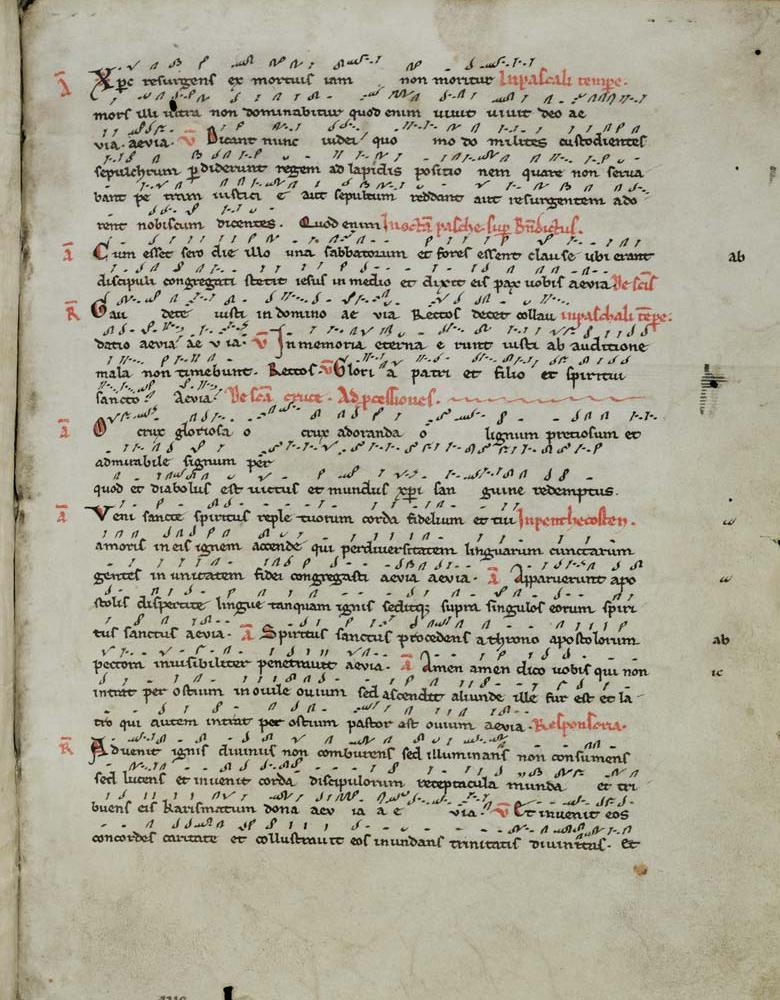
Anthiphonaire de Hartker, folio no 9. La lettre Ā en rouge, abréviation de l'antienne, précède la première ligne de chaque texte.

À l'exception des antiennes en langues vulgaires après le concile Vatican II, les antiennes se constituaient normalement des chants grégoriens.
On compte 4 000 antiennes grégoriennes environ dans les manuscrits.
Ces pièces sont principalement disponibles dans les antiphonaires (intitulés normalement liber antiphonarius, antiphonarium, antiphonale) avec les répons. Dans des bréviaires, graduels, missels, tonaires, celles-ci se trouvent également.
La plupart des antiennes grégoriennes étaient présentées dans le tome III du Corpus antiphonalium officii, publié en 1968, par Dom René-Jean Hesbert ayant consulté 800 manuscrits médiévaux (volume III, Invitatoria et antiphonæ, 552 p.). Les tomes I et II se consacrent aux 12 manuscrits les plus anciens. Chaque volume contient 6 antiphonaires, réguliers et séculiers.
La liste des manuscrits les plus importants des antiennes, ainsi que ses notices, sont disponibles dans la thèse de doctorat de Dom Daniel Saulnier (2005).
Parmi eux, l'Antiphonaire de Hartker, copié vers 1000 et conservé à la bibliothèque de l'abbaye de Saint-Gall, demeure le plus remarquable, en raison de sa qualité exceptionnelle d'écriture et de l'authenticité de mélodie, incomparables. C'est la raison pour laquelle ce manuscrit fut choisi, en tant que base, en faveur de la publication d'une édition critique, Antiphonale monasticum, sorti dès 2005.
Au regard des tonaires, tel le tonaire de Saint-Bénigne de Dijon, leur fonction était étroitement liée à l'antienne. Il s'agit du livre de chant, non selon le calendrier liturgique mais d'après les modes. Avec celui-ci, l'exécutant était plus facilement capable de vérifier le mode de l'antienne, identique au psaume attribué. C'est pourquoi le tonaire se compose essentiellement des antiennes. De plus, un certain nombre de manuscrits ne contiennent que les antiennes.

## Dans la tradition latine
L'antienne appartient au répertoire de chants liturgiques monodiques de l'Église, normalement en grégorien et classifié dans la même catégorie de répons et d'hymnes. Il s'agit du chant exécuté, soit afin d'accompagner au psaume, soit simplement lors de la célébration telle la messe, selon le type d'antienne. De nos jours, sa fonction principale se trouve encore dans les offices.

### Caractéristique de l'antienne grégorienne

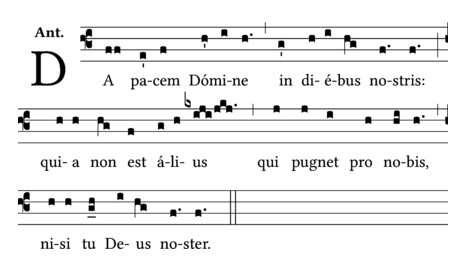
Antienne Da pacem Domine. Le texte est issu du Siracide, au lieu du psaume.

Si un certain nombre d'antiennes sont chantées simplement au début ou plus fréquemment à la fin d'un célébration, l'antienne accompagne essentiellement à un psaume. Plus précisément, elle est exécutée avant, entre ou après les versets ou les strophes d'un psaume, par l'assemblée ou la schola.
Historiquement, avec la cantillation, cette forme en prose remplaça le chant de psaume en double chœur ainsi qu'en alternance. D'où, les fonctions du chant de psaume et de l'antienne devinrent différentes. Cette psalmodie n'est autre que la lecture de la Bible, chantée. Comme, dans la liturgie, la lecture est fondamentalement réservée aux célébrants et ministres, cette lecture chantée par le chœur ou l'assemblée se caractérise du style simple, récitatif et syllabique, sans demander une connaissance musicale profonde. De plus, un seul ton principal est choisi et d'autres ne sont autres que d'ornements simples. Au contraire, la fonction de l'antienne demeure un court extrait ou une synthèse du texte psalmodique, en tant que conclusion. C'est la raison pour laquelle sa mélodie est quelque peu plus ornée et parfois neumatique. Il est facile de comprendre que cette manière demeure meilleure que le psaume en double chœur, afin de comprendre théologiquement le texte psalmodique.
L'antienne grégorienne reste toujours un chant officiel de l'Église depuis le Moyen Âge. Son texte est plus fréquemment issu du psaume, mais également d'autres livres bibliques, ou des compositions littéraires ecclésiastiques. Contrairement, les trope, séquence, prose, non officiels et souvent non bibliques, furent supprimés, à la suite du concile de Trente.
Le mode de l'antienne est en général identique à celui de la récitation du psaume. Elle conserve cette corde unique en conservant la cohérence alors que, pour le répons, plusieurs cordes, deux ou trois, s'emploient parfois afin de développer la mélodie.
La composition des antiennes dura pendant plusieurs siècles. On trouve les modes anciens dans de nombreuses pièces. La trace d'ancien chant byzantin est évident dans quelques œuvres. Ainsi, l'antienne Nativitas tua pour la Nativité de la Vierge (8 septembre) possède une forte caractéristique grecque, mélodiquement et en texte. Les grandes antiennes « Ô » de l'Avent ainsi que les antiennes Hodie (aujourd'hui) durant Noël et l'Epiphanie indiquent une influence d'usages orientaux. Cependant, leur classification selon l'origine n'est pas facile, car il existait des échanges complexes entre Rome et la Gaule lors de la composition.

### Classification
Avec 4 000 exemplaires, les fonction et nature des antiennes ne sont pas identiques. On peut les distinguer normalement en sept catégories.
1. antiennes du psautier
2. antiennes des matines, laudes et vêpres
3. antiennes du Benedictus et du Magnificat
4. antiennes de la messe
5. antiennes mariales
6. antiennes de procession
7. antiennes rimées

Une antienne pouvait obtenir d'autres fonctions ou plusieurs emplois, selon la région et l'époque. Ainsi, la Salve Regina se trouve dans un manuscrit cistercien copié vers 1175, en tant qu'antienne du Benedictus et du Magnificat. Encore est-il possible que celle-ci soit attribuée à une procession mentionnée par Pierre le Vénérable en 1135.
D'où, le musicologue Edward Nowacki nous recommande, dans son œuvre Antiphonal Psalmody, de ne pas définir trop étroitement la catégorie. L'antienne possède une immense variété de types de participation au chant et plusieurs types d'alternance.

### Antiennes du psautier
Depuis son apparition, l'antienne est plus fréquemment liée au psaume ou à la liturgie de la psalmodie.
D'après Dom Daniel Saulnier de Solesmes, l'antienne possède une réalité liturgico-musicale complexe. Afin de comprendre cette diversité, Dom Jean Claire, son prédécesseur, soulignait une nécessité des points de vue entre « forme musicale » et « style d'exécution ».

#### Alternance (antiphonie)
Il s'agit de la forme primitive de l'antienne. L'alternance est effectuée, soit entre deux groupes de chœur, soit entre le soliste et le chœur. Même dans cette pratique, l'alternance n'exclut pas que les deux scholæ se rejoignent pour un refrain entre les versets ou au début et à la fin de psaume.

#### Réponse à la psalmodie responsoriale par versets

##### Origine, répétition simple
Lorsque l'on consulte des manuscrits anciens, il existe également un style primitif d'antienne depuis le IVe siècle, scambio de voce (échange de voix). Il s'agissait d'un réponse du chœur à la psalmodie simple dans l'office férial (psalmodie quotidienne). Dom Claire considérait que cette manière était facile à pratiquer. À savoir, on continuait simplement et automatiquement le texte, à la suite du verset ou du demi-verset entonné par le chantre. D'où, dans ce cas, le texte de l'antienne est identique au dernier verset du psaume.
Ce dialogue, entre le soliste et le chœur, s'appelle responsorial.

##### Répétition mélodique
Puis, on chantait le même texte avec une mélodie au lieu de la psalmodie. Le dernier verset était donc répété, d'abord en cantillation, puis chanté en tant qu'antienne. Parfois, l'antienne précède le psaume, en chantant le premier verset. Ce sont des premiers types de cette catégorie. Mais, il faut remarquer, avec cette façon, même si primitive, la forme d'antienne fut effectivement établie.
Par conséquent, le texte de l'antienne était encore toujours étroitement lié à la psalmodie. L'office férial conserve continuellement ce type d'antienne simple et primitif. Tardivement, le texte était également choisi parmi d'autres versets du psaume.

##### Psalmodie responsoriale alléluiatique
Quelques antiennes possèdent la forme de la psalmodie responsoriale de type pascal ou dominical. C'est-à-dire, elles se distinguent de la psalmodie responsoriale alléluiatique, plus simplement de la composition « texte psalmodique (verset) + alléluia ». Certaines se composent singulièrement des alleluias dont le dernier ou les derniers sont une réponse de la psalmodie responsoriale. Ces dernières seraient plus anciennes, car elles emploient normalement les trois modes arquaïques.
Il est certain, selon les manuscrits, que les antiennes alléluiatiques étaient, à l'origine, réservées aux dimanches. C'est pourquoi reste plus tardive la composition des antiennes de laudes des dimanches pendant le Carême tel le septuagésime, où on ne chante de nos jours jamais d'alléluia.

#### Refrain de la psalmodie responsoriale par strophes
Il s'agit du cas de l'antienne réservée au psaume 94, dit chant de l'invitatoire, lors des offices. Ces antiennes emploient des strophes au lieu des versets. Donc, à l'origine, celles-ci, notamment dans l'office férial, n'étaient jamais issues des réponses de la psalmodie, mais d'autres sources. En effet, ces strophes possèdent le mode différent et même archaïque.

#### Antienne en tant qu'ouverture ou/et conclusion du psaume
À partir du VIe siècle, parfois l'antienne précédait le début du psaume ou suivait la fin du psaume, ou bien, deux fois. Il s'agissait d'un nouveau type d'antienne, car, en vérifiant les manuscrits, on ne trouve pas d'indice, dans un premier temps, de sorte que celles-ci aient été chantés après chaque verset du psaume.

#### Antienne d'apparat
Il s'agit des antiennes de la messe, qui sont des témoins de l'évolution des antiennes. Certes, elles étaient d'abord exécutées en alternance avec un psaume. De plus en plus, ce dernier devint secondaire et n'était chanté que partiellement. Cette catégorie ouvrit donc une porte pour l'antienne libre.

### Antienne des offices

#### Règle de saint Benoît
Il est vrai que l'usage des antiennes fut effectivement établi au sein des monastères en Occident, à la suite de la règle de saint Benoît, plus adaptée à la vie monastique que d'autres règles existantes. D'une part, celle-ci charge aux religieux de chanter ou réciter tous les 150 psaumes en une semaine, selon son calendrier liturgique. D'autre part, le fondateur précisait en détail la pratique d'antienne lors des offices quotidiens et des fêtes : 
- En faveur des offices secondaires (prime, tierce, sexte et none), l'utilisation des antiennes reste facultative pour 3 psaumes (chapitre XVII) : « Si la communauté est nombreuse, les psaumes se diront avec antiennes[11]. »
- Lors de la célébration de vêpres, 4 psaumes s'accompagnent des antiennes.
- Pour le dernier office de jour, complies, 3 psaumes sans antienne.

Les chapitres XII - XIV expriment les offices des vigiles, actuellement matines et laudes :
- Aux vigiles de la semaine, le premier psaume 3 sans antienne, puis il faut chanter une antienne pour le psaume 94. Après une hymne ambrosienne, 6 psaumes sont chantés ou récités avec leurs antiennes.
- Aux vigiles du dimanche et des fêtes, plus solennelles, de même, le psaume 3 sans antienne et le psaume 94 avec celle-ci. Puis, deux fois de séries de 6 psaumes, donc 12 psaumes, s'accompagnent des antiennes. À la fin de célébration, 7 psaumes manquent d'antiennes, mais parmi eux, le psaume 51 s'accompagne de l'alléluia.

Si les antiennes de cantiques évangéliques se distinguent depuis le Moyen Âge (voir ci-dessous, paragraphe suivant), saint Benoît ne les mentionnait pas. Comme le chant vieux-romain contenait ces pièces, il est probable que leur pratique au sein du Vatican était au contraire assez ancienne.
En conséquence, de nombreuses antiennes sont quotidiennement chantées depuis le VIe siècle, au moins 13 jusqu'à 31 par jour, sans compter celles de la messe.

#### Antiennes de complies
Si la règle de saint Benoît manque d'antiennes de complies, à partir du XIIIe siècle, des manuscrits contenaient un groupe de quatre antiennes, à la fin de cet office, afin de clore la journée liturgique. Celles-ci devinrent antiennes mariales actuelles.
D'ailleurs, chez Dominicains, l'antienne Media vita in morte sumus était réservée aux complies pendant le Carême, accompagnée au cantique Nunc dimittis. D'après une biographie (1323), cette antienne fit, un jour, pleurer saint Thomas d'Aquin lors d'une célébration de complies.

#### Caractéristique de l'antienne des offices
Le texte des antiennes des offices est plus souvent issu du psaume que son antienne encadre, en tant que conclusion. En général, celle-ci est peu ornée, car, dans les offices, la psalmodie demeure principale et dure longtemps.
En comparaison des chants de la messe caractérisés de leur uniformité, les antiennes des offices possèdent plus de diversité. Notamment, lors de leur composition, de nombreuses mélodies-type d'origine gallicane se conservaient avec celles d'origine romane. De plus, la tradition des offices monastiques avait besoin d'un nombre supérieur de pièces. Ainsi, alors que l'office de séculier se composait de 3 antiennes, 3 psaumes, 3 lectures et 3 répons pour l'office dominical des nocturnes, il fallait 4 séries auprès des monastères, où la composition demeurait plus active. En conséquence, la diffusion des antiennes était notamment liée aux réseaux monastiques tels Saint-Denis, Cluny, Chartreux, Cîteaux.
Parmi elles, l'antienne du psaume 94 (Venite adoremus) mentionnée dans la règle de saint Benoît, dit psaume invitatoire, connaît sa particularité, en raison de la fonction de ce psaume. Dans le contexte musical, ces strophes possèdent une caractéristique archaïques, issue de l'origine très ancienne : on y trouve en effet la corde-mère, notamment dans de nombreux manuscrits germaniques. Depuis saint Benoît, il s'agit traditionnellement du psaume 94. Mais on peut choisir également les psaume 67 (66), 99 et 23.
Comptant 176 versets en 22 sections, le psaume 119 (118), le plus long, possède sa propre antienne.
La composition de ce genre se continua durant longtemps, même après le Xe siècle. Notamment, le répertoire fut enrichi en faveur des cantiques évangéliques des dimanches du temps après la Pentecôte et des textes bibliques en lien avec les lectures de l'Ancien Testament. Même pour la psalmodie quotidienne, on peut apercevoir une élaboration. Il s'agit des antiennes réservées aux psaumes fixes de laudes de la semaine, 50, 62 - 66 et 148 - 150. Si la tête de série reste une antienne étroitement liée à la psalmodie responsoriale, les antiennes suivantes possèdent des textes plus élaborés. Dom Saulnier distingue celles-ci comme seconde génération. En effet, leurs modes ne restaient plus archaïques, mais une modalité de type bipolaire. La plupart des antiennes réservées aux cantiques évangéliques ressemblent à cette génération évoluée.

#### Antienne duBenedictuset duMagnificat

##### Antienne distinguée
Parmi les antiennes des offices, celles qui sont réservées aux offices de laudes et de vêpres demeuraient particulièrement importantes, car ces célébrations se distinguent du levant et du coucher de soleil, à savoir du début et de la fin de journée, de travail. Il n'est pas difficile à comprendre que ses cantiques issus de texte biblique, Benedictus et Magnificat, fonctionnent respectivement comme sommets des offices quotidiens. D'où, on appelle parfois la pièce liée à ces cantiques, dite antiphona ad canticum.

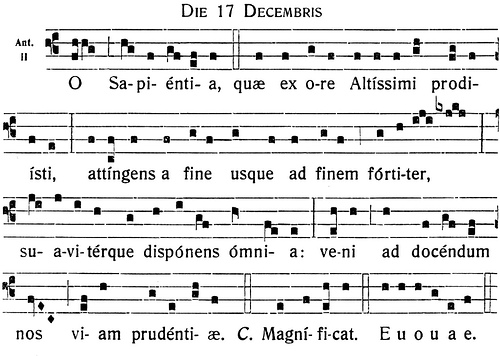
O Sapientia en grégorien, qui remplaça celle du chant vieu-romain..

De fait, au sein du Saint-Siège, les huit grandes antiennes « Ô » étaient réservés au cantique de laudes. Un antiphonaire du chant vieux-romain, copié au XIIe siècle et redécouvert en 1890 aux Archivio di San Pietro par des moines de Solesmes, exprime leur fonction illustrée (manuscrit Vatican B79, folio 14v) :

« Ces antiennes, à savoir O Sapientia et celles qui suivent nous les chantons quotidiennement à Benedictus jusqu'à la fête de sainte Lucie, sauf le dimanche. Nous les antiphonons à partir de In sanctitate. »

La fête de sainte Lucie, le 13 décembre, était dans l'ancien calendrier liturgique une seule fête du sanctoral du mois de décembre. Donc, les antiennes « Ô » en vieux-romain demeuraient, avant d'être remplacés au début du XIIIe siècle par les antiennes grégoriennes desquelles le répertoire était plus riche, les antiennes principales de l'office de laudes tout durant le temps ordinaire. Cette pratique fut quasiment perdue de nos jours, sauf auprès d'un certain nombre de monastères.
D'ailleurs, après la sainte Lucie, ces antiennes étaient à nouveau chantées afin d'accompagner au Magnificat aux vêptres. En effet, il s'agissait de l'octave de Sainte Vierge avant Noël, correspondant à la semaine Sainte avant Pâques. Aujourd'hui encore, cette fonction distinguée se conserve dans de nombreux pays catholiques ainsi qu'anglicans.
De même, il est possible que l'antienne Salve Regina fût initialement liée aux Benedictus et Magnificat. Car, celle-ci se trouve dans des manuscrits cisterciens en tant qu'antienne pour ces cantiques lors de grandes fêtes mariales, par exemple le dit antiphonaire cistercien de Morimondo (Bibliothèque nationale de France, nouvelles acquisitions latines 1412, vers 1175).
Tardivement et normalement, le texte de ces antiennes provenait en général de la lecture de l'Évangile du jour. En conséquence, ces antiennes attribuées aux cantiques évangéliques des fêtes anciennes possédaient un dégrée supérieur de complexité littéraire et musicale. Si les compositeurs profitaient de formules (comparez fortiter de l'O Sapientia avec alius de la Da pacem.), leur mélodie était habituellement plus développée.

##### Sanctoral
Les antiennes de cette catégorie demeurent importantes dans le sanctoral. En 2008, l'abbaye Saint-Pierre de Solesmes sortit le tome V de son nouvel antiphonaire en édition critique, Antiphonale monasticum, qui se compose essentiellement des antiennes des deux cantiques évangéliques. D'ailleurs, ce volume pro diurnis hors se consacre surtout aux fêtes de saints et de saintes. Un caractère en faveur de la liturgie locale est constaté, avec l'indice In Gallia (en France). Ainsi, les pages 18 et 19 sont dédiées à sainte Bathilde, reine des Francs, puis moniale :

« S. BATHILDIS, MONIALIS (In Gallia)
Ad Laudes-matutinas - Ad Benedictus : (avec notation) Quam pulchra es Bathildis, et quam decora in deliciis ! in qua incundam sibi Deus habitationem præparavit. E u o u a e.
Ad Vesperas : (avec notation) Ancila fidelis et sponsa electa intravit in cor et gaudium Domini sui, cuius amore languebat. E u o u a e. »

— die 30 ianuarii
Dans cette catégorie du sanctoral, il existe également un certain nombre d'antiennes dont l'usage demeure limité. Ainsi, l'ordre de Saint Benoît possède une antienne magnifique, en faveur de la fête de son fondateur saint Benoît de Nursie, le 11 juillet :
- Antienne Exsultet omnium ... pro gloria almi Patris Benedicti ... et cantique Magnificat par les moines de l'abbaye Notre-Dame de Fontgombault : [écouter en ligne avec texte]

### Antienne de la messe
Les antiennes de la messe, plus précisément antiennes du propre de la messe, se constitue de trois catégories, celles de l'introït, celles de l'offertoire et celles de la communion. Au contraire des antiennes des offices, la pratique de celles-ci a tendance à devenir moins fréquente ou à disparaître dans l'histoire de la liturgie.
Cet emploi apparut à partir du VIIIe siècle et était attaché aux chants processionnels de la messe, d'abord lors de l'introït et de la communion. Donc, il s'agissait, à l'origine, d'un chant en faveur de la procession des célébrants et des fidèles. D'après les notations, ces antiennes étaient d'où exécutées par la schola en alternance avec des versets de psaume cantillés par un chantre.
La fonction des antiennes de l'introït reste toujours en faveur de la procession des célébrants, au début de la messe. Le texte est adopté du psaume ou d'autres passages de la Bible. Cette antienne est moyennement ornée. Après des versets de soliste et le Gloria, la schola chante de nouveau l'antienne.
Les antiennes de l'offertoire, les plus ornées parmi celles de la messe, restent cependant moins nombreuses. Le texte provient de la Bible. Il s'agit des pièces développées et parfois mélismatiques. Dans le contexte musical d'après le dit cérémonial de Clément VIII (1600), la durée effectivement longue de l'offertoire était singulièrement réservée, soit à l'antienne, soit dorénavant au ricercare d'orgue. Le document n'autorisait aucun autre alternatif. Selon la tradition, il fallait en effet que les œuvres soient effectivement musicales pour la solennité de ce temps. Il est normal que celles-ci aient été remplacées par l'orgue, à partir de ce XVIIe siècle, une fois cet instrument autorisé.
L'antienne de communion connaît des particularités. L'antiphona ad communionem compte historiquement vers 150 exemplaires. Le texte est issu de l'Évangile, notamment celui de saint Jean, ou du psaume tandis que la pièce est moyennement ornée. Normalement, les fidèles ne les chantent pas, mais la schola est toujours exécutante avec des versets du psaume par le soliste, étant donné que les fidèles doivent recevoir la sainte communion dès le célébrant, en faisant la procession. La pratique remonte au IVe siècle et cette antienne s'accompagnait exactement de la psalmodie. De fait, ce qui est certain que le chant vieux-romain comptait au moins 38 antiennes de ce type avant la composition des antiennes grégoriennes, malgré peu de manuscrits restants. De surcroît, avec l'adjonction d'un verset, celles-ci fonctionnaient comme répons. Plus tard, à mesure que la célébration appréciait la musicalité des antiennes, les versets du psaume devinrent moins importants, puis, l'usage disparut de plus en plus à partir du XIe siècle. Pourtant c'était le concile Vatican II qui décida de rétablir le chant de communion en 1965.

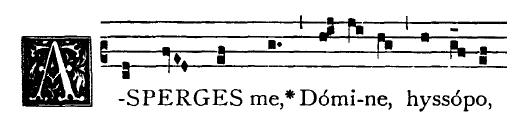
Début de l'antienne Asperges me
.

Rappelons que l'antienne Asperges me aussi est chantée à la messe, avec une procession des célébrants. Il est évident que son texte est issu du psaume 51 (verset 9 - verset 3 - doxologie - verset 9 (refrain)). Dans le rite de Sarum, l'antienne était exécutée en deux parties séparées et suivie d'un refrain complète. La forme actuelle, plus simple, se trouve dans le missel romain sorti en 1474. Le style ancien suggère son origine issue de la psalmodie. En tant que précieux témoin, Léonard Poisson, musicologue grégorien de qualité au XVIIIe siècle, écrivait en 1750 au regard d'une pratique à la cathédrale Saint-Étienne de Sens :

« Les Antiennes pour l'aspersion de l'eau-bénite ont leurs Pseaumes (sic) modulées comme aux Introïts. Execepté à Sens, & peut-être ailleurs, où le Pseaume Miserere se chante comme la Psalmodie ordinaire, & on dit tous les Versets du Pseaume jusqu'à Asperges me, qui fait la répétition de l'Antienne. »

D'ailleurs, pendant le temps pascal, celle-ci est remplacée par une autre antienne Vidi aquam, plus solennelle, de laquelle le texte se trouve dans le Livre d'Ézéchiel.

### Antienne libre
Outre l'antienne de psaume, le chant grégorien désigne également par antienne ce qui est en fait une prière chantée, sans psaume associé. Il s'agit des antiennes mariales ainsi que des antiennes de processions, normalement très ornées.

#### Quatre antiennes mariales

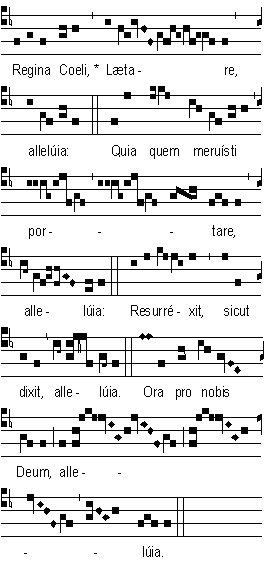
Une variante de l'antienne Regina cœli, plus ornée.
Il faut remarquer que la notation emploie toujours le si bémol après la clef C (do)..

Même de nos jours, les quatre antiennes mariales ou antiennes finales sont très fréquemment exécutées toute l'année selon le calendrier liturgique. Elles sont chantées notamment à la fin des célébrations catholiques, y compris de la messe, à l'exception des Jeudi saint ainsi que Vendredi saint. Ces antiennes étaient, d'abord, chantées à la fin de l'office des complies, dernière célébration du jour :
1. Alma Redemptoris Mater : à partir des vêpres du samedi avant le premier dimanche de l'Avent jusqu'aux secondes vêpres de la Purification incluses ;
2. Ave Regina : depuis la fin de complies du 2 février jusqu'aux complies du Mercredi saint ; pas d'antienne mariale pour les Jeudi saint et Vendredi saint ;
3. Regina Cœli : dès les complies du Samedi saint jusqu'à none du samedi après la Pentecôte inclus ;
4. Salve Regina : à partir des premières vêpres de la fête de la Sainte Trinité jusqu'à none du samedi avant le premier dimanche de l'Avent.

Seule l'antienne Regina Cœli contient l’alleluia. Ce dernier fut initialement réservé à la fête de Pâques, puis chanté entre Pâques et la Pentecôte jusqu'à ce que le pape saint Grégoire le Grand le fasse exécuter même après la Pentecôte au VIe siècle. Donc, l'usage de l'antienne Regina Cœli respecte aisément le calendrier liturgique ancien.
Dans le contexte musical, les versions actuelles sont en fait des antiennes tardives, à savoir, plus proches de la musique classique. De fait, ces mélodies sont en usage, depuis le XIIIe siècle. Alors que les Alma Redemptoris Mater et Salve Regina conservent encore le mode V, les Ave Regina et Regina Cœli adoptent le mode VI mais toujours avec si bémol tel le Credo III (XVIIe siècle). La modalité fut quasiment perdue dans ces œuvres, notamment Ave Regina qui ne garde plus la teneur la. Si elles se trouvent dans les livres du chant grégorien, leur caractéristique rassemble au mode majeur de la musique contemporaine. Cependant, cette modernité peut expliquer paradoxalement leur popularité dans la célébration, déjà établie au Moyen Âge, puis durant la Renaissance.
Quoi qu'il en soit, l'origine des antiennes mariales est, en revanche, vraiment ancienne. En effet, certains textes se trouvent dans la tradition ambrosienne, et notamment l'antienne mariale ambrosienne Sub tuum præsidium n'était autre que la traduction d'un texte en grec remontant au IVe siècle. Quant aux mélodies grégoriennes, leur notation apparut fréquemment à partir du XIe siècle.

#### Antienne de processions
La trace des antiennes de processions se trouve dans le rite gallican, plus précisément dans d'anciens fonds de répons ou d'offertoire au VIIIe siècle environ, avant que ce rite ne soit remplacé, en faveur du rite romain, par la dynastie carolingienne, surtout Charlemagne. L'origine de l'antienne Salve Regina fut, aujourd'hui, identifiée en Aquitaine, en tant qu'antienne de procession. Les moines de l'abbaye de Cluny pratiquaient cette procession à partir de 1135.
D'où, il n'est pas bizarre que l'antienne de procession restât liturgie locale. Ainsi, l'antienne Ego sum Alpha et Omega était toujours pratiquée en France, notamment dans la région parisienne. Celle-ci fut à nouveau autorisée en 1923 par le cardinal Louis-Ernest Dubois, spécialiste du chant grégorien et fondateur de l'Institut grégorien de Paris. L'équipe de la Schola Sainte-Cécile considère que l'origine de cette œuvre peut être ancien rite gallican [notation en ligne].
D'ailleurs, normalement réservée à la célébration de complies pendant le Carême, l'antienne Media vita in morte sumus était préférée en Allemagne pour la procession, surtout en faveur des jours des Rogations, fêtes distinguées de la procession.
D'autres exemplaires se trouvent pour la procession du dimanche des Rameaux ainsi que celle du Mandatum (lavement des pieds) du Jeudi Saint. Telles les antiennes d'introït et de communion, le rôle de l'antienne est plus important que le chant du psaume. Quant à la Vidi aquam, elle se trouve dans les folios réservés à la procession du dimanche pascal, selon les manuscrits plus anciens, tel le manuscrit Einsiedeln 121.

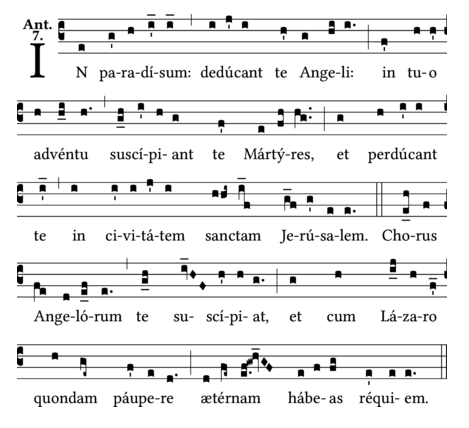
Antiennes In paradisum et Chorus angelorum, chantées en alternance.

Si les antiennes In paradisum et Chorus angelorum sont exécutées à la fin de la messe de requiem, il vaut mieux classifier ces antiennes dans la catégorie de procession. D'une part, les œuvres possèdent peu de lien avec le psaume. D'autre part, celles-ci servent en faveur de la procession vers le cimetière. Cet usage se trouve toujours, à la suite de la Contre-Réforme, dans le Rituel romain.

### Antienne rimée
Si l'antienne rimée apparut pour la première fois au Xe siècle, il s'agit essentiellement des antiennes tardives, telles les hymnes rimées. Ce genre connut certes une ascension à partir du XIIIe siècle, liée à l'élaboration littéraire et musicale. Toutefois, sa fonction était assez limitée, par exemple pour la translation de reliques, la consécration d'église.
Ce type d'antienne était surtout favorisé dans le traité de Jérôme de Moravie.

### Pratique de l'antienne grégorienne

#### Exemple, début des offices de jour de la Nativité
Ces deux pages contiennent deux types d'antiennes des offices, une antienne particulière, liée au psaume 94 et issue de l'origine archaïque, ainsi que trois antiennes typique, mais sophistiquées et tardives.
À gauche (p. 54),

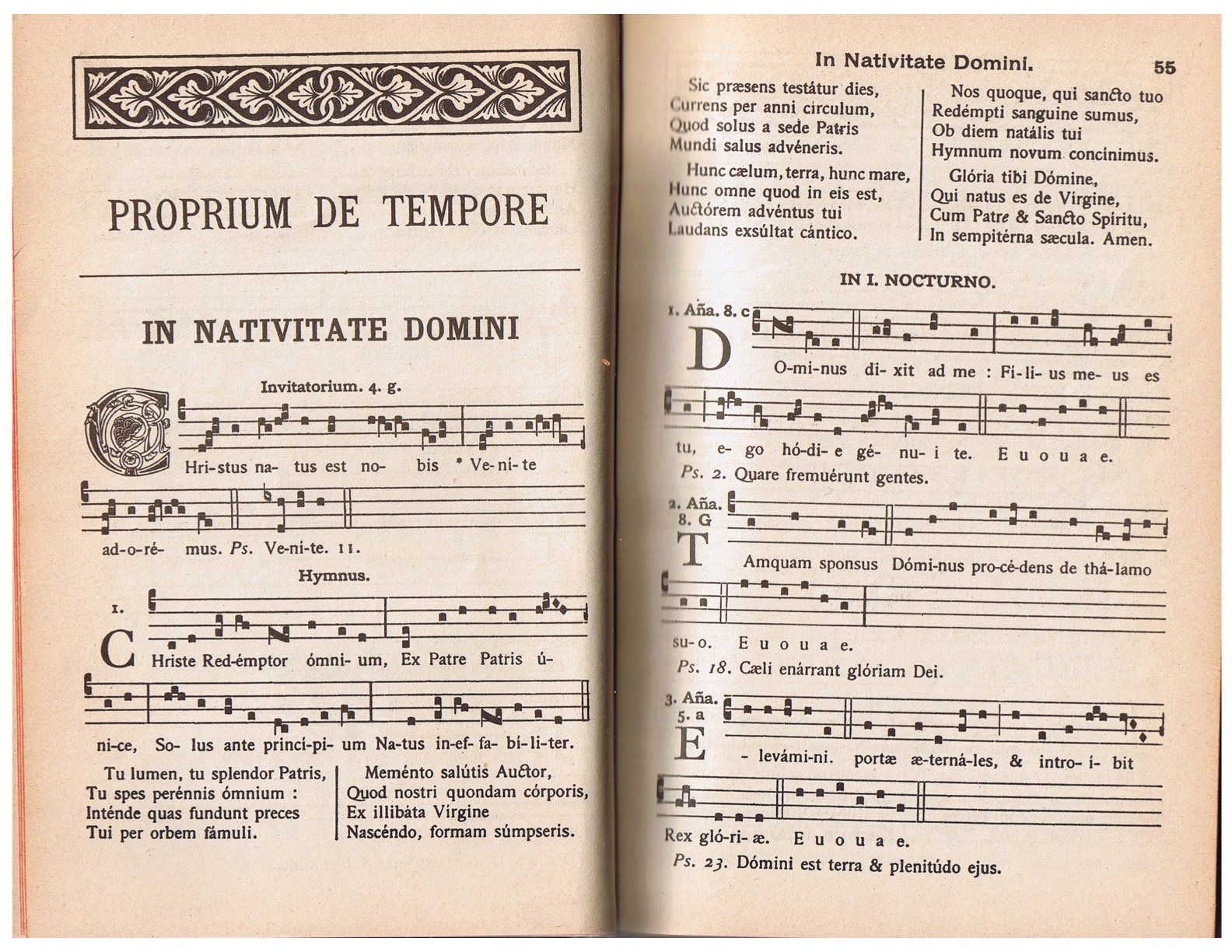
Liber Responsorialis, p. 54 - 55 (Abbaye Saint-Pierre de Solesmes, 1895).

- invitatoire (invitatorium)[13], composée d'un verset variable suivi du texte propre Venite, adoremus.

1. antienne, strophe de jour (a) : Christus natus est nobis ;
2. strophe propre (b) : * Venite, adoremus. (psaume 94)

- son exécution
  - antienne (a) (b) en entier
  - psaume 94 : Venite, exsultemus Domino, jubilemus Deo, salutari nostro ; præoccupemus faciem ejus in confessione, et in psalmis jubilemus ei.
  - antienne (a)[3] ou (a) (b)[27]
  - psaume 94 : Quoniam Deus magnus Dominus, et Rex magnus super omnes does ; quoniam non repellet Dominus plebem suam ; quia in manu ejus sunt omnes fines terræ, et altitudines montium ipse conspicit.
  - antienne (b)
  - psaume 94 : Quoniam ipsius est mare, et ipse fecit illud, et aridam fundaverunt manus ejus.
On se met à genoux.
Venite, adoremus, et procidamus ante Deum.
Ploremus coram Domino, qui fecit nos, quia ipse est Dominus Deus noster ; nos autem populus ejus, et oves pascuæ ejus.
  - antienne (a) ou (a) (b)
  - psaume 94 : Hodie, si vocem ejus audieritis, nolite obdurare corda vestra, sicut in exacerbatione, secundum diem tentationis in deserto ; ubi tentaverunt me patres vestri, probaverunt et viderunt opera mea.
  - antienne (b)
  - psaume 94 : Quadraginta annis proximus fui generacioni huic, et dixi ; Semper hi errant corde ; ipsi vero non congnoverunt vias meas ; quibus juravi in ira mea ; Si introibunt in requiem meam.
  - antienne (a) (b) en entier
  - doxologie : Gloria Patri, et filio, et Spiritui Sancto. Sicut erat in principio, et nunc, et semper, et in sæcula sæculorum. Amen (à l'exception du temps de la Passion et lors de l'office de défunts).
  - antienne (b)
  - antienne (a) (b) en entier.

Chantée au début du premier office de jour (matines ou laudes), l'antienne de l'invitatoire possède son emploi particulier. Ses strophes est divisées en deux, lorsque les versets du psaume 94 sont chantés. La première moitié est normalement exécutée après les versets impairs du psaume alors que la deuxième est réservée après les versets pairs. De plus, l'antienne est entièrement chanté au début et à la fin.
Non seulement la mélodie demeure archaïque mais également le texte particulier du psaume en cinq sections n'est autre qu'une traduction plus ancienne que la Vulgate.
À droite (p. 55),
1. antienne I : Dominus dixit ad me (psaume 2, verset 7)
2. psaume I (psaume 2)
3. antienne II : Tamquam sponsus (psaume 19 (18), verset 6)
4. psaume II (psaume 19 (18))
5. antienne III : Elevamini portæ æternales (psaume 24 (23), verset 7)
6. psaume III (psaume 24 (23))

Comme il s'agit de la célébration de la Nativité, vraiment distinguée, ces trois premières antiennes sur six sont des antiennes élaborées et tardivement composées.
Les textes de celles-ci sont directement issus de la psalmodie, à savoir versets (I et III) ou demi-verset (II) des psaumes suivants. Donc, il s'agit des réponses à la psalmodie responsoriale par versets selon la classification de Dom Saulnier. Un compositeur ajoutait toutefois le terme Dominus à la deuxième. Il s'agit d'une évolution caractérisée de la deuxième génération de l'antienne des offices. De même, les textes étaient soigneusement adoptés parmi les versets des psaumes, et non au début (c'est-à-dire verset 1) ou à la fin, caractères simples et automatiques des antiennes plus anciennes.
Si les antiennes sont de la génération plus ancienne et primitive, la composition doit être simplement :
1. antienne I : Quare fremuerunt gentes
2. psaume 2 Quare fremuerunt gentes
3. antienne II : Cæli enarrant gloriam Dei
4. psaume 19 (18) Cæli enarrant gloriam Dei
5. antienne III : Domini est terra
6. psaume 24 (23) Domini est terra.

#### Manière de l'accompagnement de l'antienne
Il est remarquablement difficile d'exécuter correctement l'antienne de l'invitatoire avec la seule page 54 et sans consulter d'autres documents. Par ailleurs, il reste une difficulté au regard d'autres antiennes. Comment et combien de fois faut-il chanter les antiennes réservées aux psaumes ? Certes, sur la page 55, les trois psaumes précèdent respectivement leurs propres psaumes. Toutefois, il faut rappeler que, depuis le Moyen Âge, le refrain était normalement omis dans les manuscrits. On comprend que les copistes dussent écrire le texte d'antienne une seule fois pour économiser le support coûteux qu'était le parchemin. Lors de la publication à la Renaissance, l'impression de la notation restait chère. C'est la raison pour laquelle ni les manuscrits médiévaux ni les notations contemporaines ne témoignent correctement de la pratique réelle. La question demeure également de savoir si les antiennes étaient habituellement chantées avant et/ou après le psaume. En fait, la règle fut de plus en plus établie.

##### Au début du Moyen Âge
Amalaire de Metz († 850) précisa, dans l'une de ses œuvres, la façon dont l'antienne était exécutée dans le royaume carolingien. Il s'agissait d'une double alternance :
- chantre (soliste) : verset du psaume
- chœur I : antienne
- chantre : verset
- chœur II : antienne
- chantre : verset
- chœur I : antienne
- chantre : verset
- chœur II : antienne... et le reste.

Avec cette manière d'alternance, la pratique particulière de l'invitatoire, divisée en deux, pourrait être expliquée.

##### Importance du calendrier médiéval
Après des études critiques avancées, les chercheurs notèrent que la pratique des antiennes était précisée, au Moyen Âge, par le calendrier liturgique. Ce dernier, souvent placé au début du manuscrit, demeurait en effet un instrument indispensable, de sorte que les offices de jour soient correctement organisés, sans alourdir le livre de chant. Chaque fête y était marquée d'un niveau hiérarchique.
- rit[30] annuel ou solennel (annuale, solemne)
Ceux qui se plaçaient au sommet du classement. La pratique en détail reste méconnue.
  - rit triple (triplex) : 2 fois l'antienne – texte biblique – 1 fois l'antienne
Après le rit annuel, il s'agissait des fêtes les plus solennelles. Dans ce cas, les antiennes devaient être chantées solennellement deux fois avant le psaume et une fois après.
    - rit « tout double » (totum duplex) : 1 fois l'antienne – texte biblique – antienne
Le jour où la fête était classée comme totum duplex, les antiennes étaient chantées une fois avant et une fois après le psaume, depuis les matines jusqu'aux complies (ou à partir des premières vêpres la veille), toute la journée. La solennité de la fête était amplifiée, normalement, avec la célébration de l'octave.
      - rit double (duplex, duplum) : 1 – texte – 1
Ce niveau était réservé à la plupart des fêtes importantes. Étaient concernés les offices de matines, de laudes et de vêpres, et il fallait que les antiennes soient entièrement chantées avant et après le psaume.
        - rit semi-double (semiduplex, semiduplum) : début seul de l'antienne – texte – 1
Pour les fêtes moins importantes, on se contentait d'entonner les premiers mots de l'antienne avant le psaume. Après ce dernier, au contraire, on la chantait en entier.
          - rit simple (simplex) : texte – 1
Pour un office de rit simple, on ne chantait l'antienne qu'après le psaume.

À vrai dire, cette hiérarchie ne fut complétée qu'à la fin du XIIIe siècle. Dans un certain nombre de manuscrits, aucun rit n'était spécifié. C'était normalement le nombre de lectures de matines, dans ce cas, qui contrôlait le niveau de solennité. Or, avant le concile de Trente, le rit n'était pas, stricto sensu, lié au nombre de lectures. D'ailleurs, les termes majeur et mineur s'employaient également, tel double majeur, sans critère concret. D'où le maintien d'une ambiguïté.

### Reprises musicales
Selon sa caractéristique très liturgique, l'usage de l'antienne en plain-chant sans accompagnement ni harmonisation est, depuis le Moyen Âge, quasiment obligatoire. Les antiennes dans les traditions d'anciens chants monodiques européens furent entièrement remplacées de celles de version grégorienne, jusqu'au début du XIIIe siècle (dernièrement, il s'agissait du chant vieux-romain auprès du Vatican).
L'antienne de la messe Asperges me était parfois composée en polyphonie. Mais le phénomène ne se trouvait qu'à la péninsule Ibérique, sauf la composition de Binchois :
- Gilles Binchois (vers 1400 - † 1460) : [écouter en ligne]
- Cristobal de Morales (vers 1500 - † 1553) : [écouter en ligne]
- Manuel Mendes (vers 1547 - † 1605) : [écouter en ligne]
- Georges de la Hèle (1547 - † 1586) : [écouter en ligne]
- Tomás Luis de Victoria (1548 - † 1611) : [écouter en ligne]
- Filipe de Magalhães (vers 1563 - † 1653) : [écouter en ligne]
- Duarte Lobo (1565 - † 1646) : [écouter en ligne]
- Manuel Cardoso (1566 - † 1650) : [écouter en ligne]

À cette époque-là, John Sheppard composait cependant ses œuvres, selon tous les deux rites en Angleterre, rite de Sarum et rite anglican. D'où, un certain nombre d'antiennes et de répons se trouvent dans ses compositions. Au XVIe siècle, la composition des antiennes en polyphonie selon les textes en grégorien n'étaient pas nécessairement exceptionnelle.
- John Sheppard (vers 1515 - † 1558) : antienne Libera nos, salva nos[31] [écouter en ligne]
- Francisco Guerrero (1528 - † 1599) : antienne Sancta et immaculata virginitas[32] [écouter en ligne]

Au XVIIe siècle, Marc-Antoine Charpentier a composé 36 Antiennes numérotés de H 16 à H 52 . Au XXe siècle, les musiciens commencèrent à adopter le titre antienne pour leurs œuvres contemporaines. Mais, leur composition reste particulièrement modeste. De surcroît, elles ne sont pas destinées au remplacement de l'antienne grégorienne, donc non liturgiques :
- Giacento Scelsi (1905 - † 1988) : Antiphona sul nome Gesu pour ténor et chœur d'hommes, 1970[3]
- Olivier Messiaen (1908 - † 1992) : Antienne du silence pour soprano et piano, dans les Chants de Terre et de Ciel, 1938[33],[3] ; Antienne de la conversation intérieure dans les Trois petites liturgies de la présence divine, 1944[34],[3]
- Jacques Charpentier (1933 - ) : 6 Antiennes à la Sainte Vierge pour flûte et voix, 1955[35] ; Antienne pour clarinette seule, 1976 (concours du conservatoire royal de Bruxelles)[35],[3]

Par ailleurs, à la différence d'autres compositeurs, Gabriel Fauré (1845 - † 1924) avait particulièrement composé l'antienne In paradisum qui est toujours chantée en grégorien, dans sa messe de Requiem.

## Dans la tradition byzantine

### Antiennes dans l'usage constantinopolitain
Historiquement, c'est l'usage constantinopolitain qui fait le plus grand cas des antiphones (terme équivalent à antienne). On appelle antiennes des ensembles d'hymnes, souvent hérités de la liturgie de la Grande Église, qui sont destinés à être chantés en alternance par deux chœurs. Le mot fait alors référence : aux antiennes qui composent les anavathmi de l'office dominical des matines ;  aux quinze antiennes du début de l'office des matines du Vendredi Saint. Ces antiennes sont composées de trois ou quatre tropaires et toujours achevés par la doxologie « Gloire au Père... et maintenant... » à laquelle est intégré un tropaire. En outre, on chante des antiennes au début de la liturgie les jours de semaine et les jours des fêtes despotiques (ou du Seigneur), voire des fêtes mariales dans la pratique grecque : il s'agit alors de versets psalmiques alternés avec un refrain d'intercession.

### Chant antiphoné
Plus large que ces quelques genres liturgiques, le chant antiphoné est très répandu dans la liturgie byzantine. Outre le fait que tout office peut se chanter en faisant alterner deux chœurs, toute pièce liturgique composée de versets ou de plusieurs tropaires peut être chantée en alternance, les deux chœurs chantant un texte chacun à son tour.
Il en va ainsi : 
- des textes des typiques (psaume 102, psaume 145 et Béatitudes) chantés le dimanche et à certaines fêtes au début de la liturgie (à la place des antiennes) ;
- des psaumes ou compositions psalmiques chantés dans les offices (psaumes du Lucernaire et des laudes ; psaume 33 aux vêpres ou à la fin de la liturgie ; psaume 103 et premier cathisme aux vêpres festives ; psaumes du polyéléos et Grande Doxologie aux matines festives) ;
- des ensembles de tropaires (tropaires du soir, hymne triadique, et tropaires du psaume 150 aux grandes complies)
- du canon, dont la dernière pièce de chaque ode, la catabase, tire son nom du fait que les deux chœurs descendaient de leur tribune respective pour la chanter ensemble au milieu de l'église ;
- des eulogies du Samedi Saint, intercalés de versets du psaume 118 lus par un lecteur (la répartition est inversée dans l'usage russe) ;
- des pièces composées de versets en répons à une psalmodie (prokiménon et alléluia, prophétie d'Isaïe aux grandes complies, psaumes et cantiques intégrés aux parémies des vêpres de la Nativité, de la Théophanie et du Samedi Saint, psaume 140 lors de la Liturgie des Dons Présanctifiés).

### Dictionnaire en ligne
- Robert Le Gall, Dictionnaire de liturgie : Antienne
- Informations lexicographiques et étymologiques de « Antienne »  dans le Trésor de la langue française informatisé, sur le site du Centre national de ressources textuelles et lexicales